# الدبابات في الحرب العالمية الثانية
 .

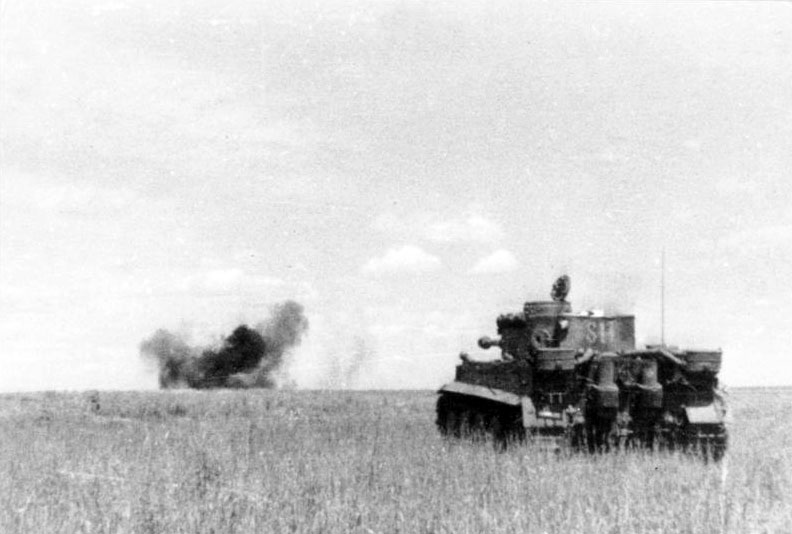
دبابة النمر1 انثاء معركة كورسك في الحرب العالمية الثانية

تم اختراع الدبابات من قبل البريطانيين في الحرب العالمية الأولى وتطورت تدريجيا في الفترة ما بين الحربين، كما شهدت أيضا العديد من التغيرات السريعة والطفرات في الحرب العالمية الثانية. حيث تعتبر الدبابة في حد ذاتها وحدة قتال متكامل قادرة على صنع تغيير كبير في أي معركة .
تغير مفهوم الدبابات جذريا خلال الحرب العالمية الثانية، حيث كانت تستخدم الدبابات سابقا لدعم المشاة، ولكن مع نشأت مفهوم الحرب الخاطفة من قبل القوات الألمانية والتي استطاعت أن تحقق انتصارات ساحقة في وقت قصير، أصبحت الدبابات سلاح أساسي في الجيش. قبل نهاية الحرب حلت الدبابات محل المشاة كأهم قوة في ساحة المعركة.

## نظرة تاريخية
لعبت الدبابات دور رئيسي في الحرب العالمية الثانية. وبالرغم من أن الولايات المتحدة وروسيا وفرنسا وإيطاليا واليابان انتجوا اعداد ضخمه من الدبابات قبل وأثناء الحرب العالمية الثانية، إلا أن الدبابات الألمانية تظل هي الأفضل. كانت تكنولوجيا الدبابات الألمانية في بادئ الأمر أقل تكنولوجيا من دبابات خصومها في مجال الذخيرة وقوة النيران، ولكن القوة كانت تكمن في التكتيك الذي استخدمه الالمان، الأمر الذي مكنهم من السيطرة علي كل منافسيهم في بداية الحرب. فقد شددت القيادة العسكرية الألمانية علي اسخدام جيوش مشتركة تحتوي علي مشاة متحركة مدعمة بغطاء جوي، وبعد معركة فرنسا سطع مصطلح الحرب الخاطفة، أو حرب البرق .